# Phoniscus papuensis
Phoniscus papuensis es una especie de murciélago de la familia Vespertilionidae.

## Distribución geográfica
Se encuentra en Australia, Nueva Guinea Occidental (Indonesia) y Papúa Nueva Guinea.